# 新市縣 (河北)
新市縣，中国古代县名，治所在今河北省正定县新城铺镇。
春秋时为鲜虞国的中心区域，西汉景帝中元二年（前148年）设侯国，武帝元光四年（前131年）国除为县。后齐废。隋朝在原新市县地设置新乐县。唐朝初期复县。后又于武德五年（622年）再度废除。